# ساندرو روسيل
ساندرو روسيل  (بالإسبانية: Sandro Rosell)‏  ولد في 6 مارس عام 1964 في مدينة برشلونة ,عاصمة أقليم كاتلونيا في إسبانيا,ساندرو روسيل الرئيس السابق لنادي برشلونة، متزوج وأب لأبنتين، يحمل السيد ساندرو روسيل  درجة الماجستير في إدارة الأعمال, عمل بعد تخرجة في مجال التسويق الرياضي، ساندرو روسيل  نجل روسيل جاومي الذي كان المدير العام في نادي برشلونة في سبعينيات القرن الماضي، قبل أن يصبح رئيس للنادي كان روسيل الذراع الأيمن للسيد خوان لابورتا الذي سبقة في رئاسة النادي، خلال فترة رئاستة الأولى التي ابتدأت في العام 2003 وكان السيد ساندرو روسيل يشغل منصب نائب الرئيس حينها وأبرز ما عملة خلال تلك الفترة التعاقد مع النجم رونالدينهو إذ كان مهندس صفقة التعاقد مع النجم البرازيلي السابق في نادي برشلونة رونالدينهو في العام 2003 ,استمر في منصب نائب الرئيس عامين قبل أن ينشب خلاف بينة وبين السيد خوان لابورتا أدى ذلك الخلاف لاستقالة السيد روسيل من منصبة في العام 2005.
وصل إلى رئاسة نادي برشلونة في صيف عام 2010 بعد حصولة على أكبر عدد من الأصوات خلال الانتخابات التي أُجريت لرئاسة النادي الكاتلوني أوائل شهر يونيو من العام 2010 إذ حصل على 61.35 % من عدد الأصوات، بداية العام 2014 أعلن السيد روسيل تنحيه عن منصب رئيس النادي بسبب شبهات في صفقة نيمار وتسلم نائبة جوسيب بارتوميو رئاسة النادي.

## قضية نيمار
اتهم الرئيس ساندرو لتلاعب بعقد نيمار امام نادي سانتوس البرازيلي

## بطولات نادي برشلونة في عهدة
في عهدة حقق فريق كرة القدم تسعة بطولات كما يلي :-
- الدوري الإسباني مرتين 2010- 11 و 2012- 13
- كأس إسبانيا مره 2011– 12
- كأس السوبر الإسباني 3 مرات أعوام 2010، 2010 و2013
- دوري أبطال أوروبا مرة موسم 2010-11
- كأس السوبر الأوروبي عام 2011
- كأس العالم للأندية عام 2011